# Phòng Gia Huy
Gia Huy Phong hay Phòng Gia Huy (sinh ngày 5 tháng 2 năm 2004) là một cầu thủ bóng đá chuyên nghiệp người Đức gốc Việt Nam đang chơi ở vị trí tiền đạo cánh hoặc tiền vệ cánh trái cho câu lạc bộ Viktoria Berlin.

## Thời thơ ấu
Phòng Gia Huy sinh ra tại Berlin, bố anh là người Việt gốc Hoa quê ở Long Khánh , Đồng Nai và mẹ anh là người Khánh Hòa.

## Sự nghiệp cầu thủ trẻ
Anh bắt đầu sự nghiệp của mình ở đội trẻ của đội Frohnauer có trụ sở tại Berlin trước khi gia nhập học viện trẻ của Hertha BSC vào năm 2016. Anh được câu lạc bộ cho ra mắt vào năm 2018 và gia nhập Tennis Borussia Berlin trước khi ký hợp đồng với đội trẻ Wolfsburg. Anh đã được ra sân trong 3 trận đấu vòng bảng tại khuôn khổ UEFA Youth League 2021–22 nhưng đội của anh lại không thể lọt vào vòng tiếp theo.

## Sự nghiệp câu lạc bộ
Vào tháng 6 năm 2022, Anh gia nhập Viktoria Berlin, không lâu dau đó anh đã được thăng hạng lên đội một cho mùa giải 2023-24. Vào ngày 30 tháng 7 năm 2023, anh ấy đã ra mắt Regionalliga Nordost trong chiến thắng 2–1 trước Energie Cottbus. Anh ấy đã ghi bàn thắng đầu tiên trong sự nghiệp vào ngày 11 tháng 11 năm 2023 trước Hertha BSC II, bàn thắng duy nhất trong chiến thắng 1–0 của câu lạc bộ.